# بارلین
بارلین (به فرانسوی: Barlin) یک کمون در فرانسه است که در پا-دو-کاله واقع شده‌است. بارلین ۶٫۱۸ کیلومتر مربع مساحت دارد ۶۳ متر بالاتر از سطح دریا واقع شده‌است.

## خواهرخوانده
شهر گمینا مارکلوویتسه خواهرخواندهٔ بارلین هست.